# Бачоју (Бакау)
Бачоју (рум. Băcioiu) насеље је у Румунији у округу Бакау у општини Корбаска. Oпштина се налази на надморској висини од 277 m.

## Становништво
Према подацима из 2002. године у насељу је живело 2051 становника.

### Попис2002.
| Расподела становништва по националности 2002.‍ | Расподела становништва по националности 2002.‍ | Расподела становништва по националности 2002.‍ | Расподела становништва по националности 2002.‍ | Расподела становништва по националности 2002.‍ |
| --------------------------------------------- | --------------------------------------------- | --------------------------------------------- | --------------------------------------------- | --------------------------------------------- |
|                                               |                                               |                                               |                                               |                                               |
| Румуни                                        | Румуни                                        |                                               | 368                                           | 17,9%                                         |
| Роми                                          | Роми                                          |                                               | 1.683                                         | 82,1%                                         |